# Anton Just
Anton Just (geboren am 9. Februar 1882 in Hauptmannsdorf, Bezirk Braunau, Österreich-Ungarn; gestorben am 22. Januar 1948 in Kissing bei Augsburg) war ein österreichisch-tschechoslowakischer Gewerkschafter und Politiker. 

## Leben
Anton Just besuchte die Volksschule und machte eine Maurerlehre in Hauptmannsdorf. Er schloss sich der sozialistischen Arbeiterbewegung an und war Mitgründer der Gewerkschaft Bau-Stein-Keramik. Nach einem Streik verlor er seine Stelle. Als Delegierter der ostböhmischen Gewerkschaften nahm er 1911 und 1913 an den Gewerkschaftstagen in Wien teil. Just wurde 1914 zum Kriegsdienst eingezogen und 1915 schwer verwundet und war zwei Jahre in der Rehabilitation in Reichenberg. Er belegte Kurse an der Reichenberger Handelsschule und machte die Prüfung zum Maurerpolier. 
Nach Gründung der Tschechoslowakei 1918 wurde er Mitglied der Deutschen sozialdemokratischen Arbeiterpartei in der Tschechoslowakischen Republik (DSAP) an. In seinem Heimatort Hauptmannsdorf engagierte er sich in der Kommunalpolitik und war zeitweise stellvertretender Gemeindevorsteher. Just wurde 1929 bei den Parlamentswahlen in den Tschechoslowakischen Senat gewählt und schied am Ende der Legislaturperiode 1935 aus. Er arbeitete danach wieder als Maurer.
Nach der deutschen Annexion des Sudetenlandes wurde er wiederholt von der Gestapo verhört. Nach Kriegsende wurde er aus der Tschechoslowakei vertrieben. In Kissing gründete er eine Ortsgruppe der SPD.